# Dominique Strauss-Kahn
Dominique Gaston André Strauss-Kahn, i media ofta benämnd med initialerna DSK, född 25 april 1949 i Neuilly-sur-Seine, är en fransk politiker inom Parti Socialiste (PS), som tillbringade sin barndom i Marocko. Familjen återvände till Frankrike våren 1960 efter den stora jordbävningen i Marocko i februari det året. Strauss-Kahn var direktör för Internationella valutafonden från 2007 till 2011.

## Familj
Dominique Strauss-Kahn föddes i den förmögna Parisförorten Neuilly-sur-Seine, Hauts-de-Seine. Han är son till advokaten Gilbert Strauss-Kahn och journalisten Jacqueline Fellus. Fadern Gilbert är av blandad katolsk och judisk härkomst medan modern är judinna från Tunisien. Gilberts främsta juridiska arbetsområde var inom skattejuridik dessutom var han medlem i den franska frimurarorden Grand Orient de France (GODF), den äldsta kontinentala frimurarorden.
Dominique Strauss-Kahn har fyra döttrar och är omgift fyra gånger. Mellan 1991 och 2013 var han gift med den franska journalisten Anne Sinclair. Exhustrun är sondotter till den välkända förmögna konsthandlaren Paul Rosenberg.

## Akademisk bakgrund
Strauss-Kahn har en grundexamen (license) i offentlig rätt, men hans akademiska gärning har framför allt rört nationalekonomi. Efter att ha disputerat i ämnet undervisade han vid universitetet Nancy 2, sedan vid Université Paris-Nanterre och de framstående lärosätena École nationale d'administration och HEC Paris. Trots sina politiska uppdrag bedriver han fortfarande viss undervisning i makro- och mikroekonomi.

## Politisk karriär

### Inledande år (1970–1990)
Efter en kortare period vid det socialistiska forskningscentrat och partigrupperingen CERES i mitten av 1970-talet anslöt sig Dominique Strauss-Kahn till Lionel Jospins gruppering. Trots möjligheter till uppdrag som minister i François Mitterrands regering valde Strauss-Kahn 1981 att fortsätta arbeta för Jospin på partikansliet. Han valdes för första gången till nationalförsamlingen 1986, för att 1991 inträda i Mitterrands regering som biträdande minister med ansvar för industri- och handelsfrågor.

### Politisk paus (1990–1995)
Mellan 1993 och 1995 lämnade han tillfälligt politiken för att verka som affärsadvokat inom den egna firman DSK Consultants. Han blev under samma tid ordförande för en lobbygrupp med syfte att stärka fransk industris positioner vid EU-organisationerna i Bryssel. Hans tid som konsult och lobbyist orsakade senare viss kritik från antiliberala vänsterkretsar.

### Åter i regeringen (1995–2001)
1995 återkom han till politiken, nu som borgmästare i Parisförorten Sarcelles. Efter socialisternas återtagande av makten i parlamentet blev Dominique Strauss-Kahn 1997 ekonomi- och finansminister i sin gamle vän Lionel Jospins regering. Som finansminister lyckades han sänka byggnadsmomsen, vilket gynnade statsbudgeten inför Frankrikes införande av euron. Han motsatte sig metoden för arbetstidsförkortningen (35-timmarsveckan), ledd av hans ministerkollega Martine Aubry. Han genomförde flera privatiseringar av statsägda företag. Mest omtalad är ombildningen av det statliga telefonbolaget France Telecom, vilket hans premiärminister uttryckligen uteslutit som en möjlighet under sin valkampanj.

### På väg mot presidentkampanj (2001–2006)
När en utredning av Strauss-Kahns verksamhet som advokat inleddes valde han i november 1999 att avgå som minister för att bättre kunna försvara sig och för att undvika att svärta ned den övriga regeringen. Han friades från samtliga misstankar två år senare, i november 2001, och i ett fyllnadsval återvaldes han till nationalförsamlingen med ett starkt stöd i valmanskåren. Hans mandat förnyades i samband med de ordinarie parlamentsvalen 2002. Under partikongressen 2003 valde han att inte delta i partiledningen, men från slutet av 2004 bildade han tillsammans med Martine Aubry och Jack Lang partiets programkommitté inför president- och parlamentsvalen 2007, med särskilt ansvar för ekonomiska frågor.
Sommaren 2005 meddelade han öppet att han var kandidat i partiets primärval till presidentvalet 2007, och hösten 2006 var han tillsammans med Ségolène Royal och Laurent Fabius en av de tre kandidater som samlat tillräckligt många namnunderskrifter bland partiets folkvalda för att kunna kandidera. Hans valplattform under de tre TV-sända primärvalsdebatterna baserades på en reformistisk socialdemokrati. Han förlorade dock mot Ségolène Royal.

### IMF (2007–2011)
Den 28 september 2007 valdes Strauss-Kahn enhälligt till direktör för Internationella valutafonden, IMF. På grund av misstankar om sexualbrott tog hans ställföreträdare John Lipsky tillfälligt över posten som direktör för IMF från den 18 maj 2011 då Strauss-Kahn meddelade sin avgång.
Den 5 juli 2011 valdes den franska finansministern Christine Lagarde till Strauss-Kahns efterträdare som ny direktör för Internationella valutafonden, IMF.

## Misstankar om sexualbrott
Den 15 maj 2011 åtalades Strauss-Kahn för olaga frihetsberövande, sexövergrepp och våldtäktsförsök i New York efter att, enligt anklagelserna, ha förgripit sig på en hotellstäderska. Följande dag greps han på grund av anklagelserna och för att han inte skulle försöka fly från landet.
Den 18 maj 2011 meddelade Strauss-Kahn att han med omedelbar verkan avgår som ordförande för IMF.
Den 23 augusti 2011 lades åtalet ned på grund av brister i målsägandens trovärdighet.
Det finns en rad olika konspirationsteori som gör gällande att Dominique Strauss-Kahn skulle vara offer för en politiskt motiverad fälla, eventuellt en så kallad ”honey trap”, vars syfte möjligtvis skulle kunna ha varit att omöjliggöra för honom att ställa upp i det franska presidentvalet. Det finns dock inga konkreta bevis för att några av dessa teorier skulle vara sanna och de förnekas även från flera håll.

## Misstankar om delaktighet i koppleriverksamhet
I mars 2012 delgavs Strauss-Kahn misstanke om delaktighet i avancerad koppleriverksamhet i den franska staden Lille. Han riskerade upp till 20 års fängelse om han blev fälld. Han släpptes mot en borgen på 100 000 euro. Den 12 juni 2015 blev Strauss Kahn friad från alla anklagelser.